# حرات الأصابع
حرَّات الأصابع (الاسم العلمي: Eleutherodactylidae)، فصيلة ضفادع توجد في شمال أمريكا الجنوبية ومنطقة البحر الكاريبي وجنوب أمريكا الشمالية. وهي تعرف بعض الأحيان بالأسم الشائع لها ضفادع المطر.